# Acoenonia
Acoenonia is een muggengeslacht uit de familie van de galmuggen (Cecidomyiidae).

## Soorten
- A. nana Meyer & Spungis, 1994
- A. parvolobata Mamaev & Berest, 1992
- A. perissa Pritchard, 1947